# 上廣哲彦
上廣 哲彦（うえひろ てつひこ、本名：上廣 三郎、1906年（明治39年）3月2日 - 1972年（昭和47年）10月6日）は、日本の社会運動家。実践倫理宏正会の創立者。栄典は従四位、勲三等旭日中綬章。

## 生涯
1906年3月、広島県山県郡豊平町（現：北広島町）に生まれる。
広島市で育ち、旧制中学卒業後、鉄工所や日本貯蓄銀行（現在のりそな銀行）などに勤務。1923年頃死線を彷徨う大病をし、その中から人生の目的と使命を悟る。
この後、人生の生き方についての哲学的な考察を深め、ひとのみち教団など様々な団体の遍歴をした。
1943年、三菱工作機械広島製作所（後の三菱重工業広島祇園工場）に入社し、社員教育を行う訓育課勤務していた時の1945年8月6日、アメリカ軍の広島市への原子爆弾投下により、爆心地から1.6キロの国鉄横川駅構内で被爆した。
その後も放射能障害の持病を抱えながら人倫の道を説く。翌1946年5月3日広島の地で「実践倫理宏正会」の前身の生活倫理実践会「宏正会」を創設。
1946年9月18日、宏正会の中心的活動である朝起会を石川県小松天満宮で開始。以後、東京・大阪など全国各地で朝起会が開催される。
1948年4月1日、文部省より社会教育団体として公益法人としての「社団法人（当時）」の許可を受ける。それに伴い同年5月、会名を「社団法人実践倫理宏正会」に改称。
1965年11月、文部省より社会倫理啓蒙の実績から藍綬褒章を受章する。
原爆症との闘いの中で倫理普及活動を続け、1972年10月6日に逝去するまで倫理道徳普及に生涯を捧げた。死亡追叙で、従四位勲三等旭日中綬章を受章。
同年10月10日、東京都千代田区の日本武道館で、「上廣哲彦を偲ぶ会」が社団法人実践倫理宏正会によって挙行された。

## 著書
発刊：実践倫理宏正会出版部
- 『明るい生活』1954年10月 全国書誌番号:60006161
- 『わが子に与う』1955年1月 全国書誌番号:60006165
  - 1968年9月増補改訂版発刊
- 『生きる力』1955年12月 全国書誌番号:60006162
- 『実践倫理の第一歩』1957年5月 全国書誌番号:60006163
- 『成就の法則』1958年1月 全国書誌番号:60006166
- 『正しい生活』1960年2月 全国書誌番号:60006164
- 『実践の生命』1963年1月
- 『希望と人生』1965年11月
- 『実践一路』1966年12月 全国書誌番号:93042977
- 『倫理常識講座（上巻・下巻）』1967年3月 全国書誌番号:85030961
- 『親子の学校：教育倫話集 1』1971年9月
- 『教育に生きる - 教師のいきがい：教育倫話集 2』1971年12月

教育倫話集 1と2以外は、1978年に文庫形態で改訂新版が発刊されている。なお、文庫化に際し『わが子に与う』と『実践倫理の第一歩』は合本されて発刊された。『倫理常識講座（上巻・下巻）』も上下巻が一つに合本されて発刊された。